# Marja och Agneta
Marja och Agneta är två fiktiva kvinnor som gestaltas av Anna-Lena Brundin och Lill-Marit Bugge.
Det finska lesbiska paret Marja och Agneta har under åren vuxit fram som karaktärer ur Brundins och Bugges improvisationer. I deras rock-kabaret, Daily Live från 1987 fick Marja och Agneta en framträdande roll. Några år senare medverkade paret i samtliga program av Barbarella live från Norrköping.

## Marja och Agneta – the story of True Love
År 2010 gavs boken Marja och Agneta – the story of true love ut på Charlie by Kabusa. Boken är en biografi över Maja och Agnetas trettio år tillsammans. I boken får man följa de båda kvinnorna från kvinnokollektivet Blåkulla i Hästveda, till oförglömliga äventyr i Berlin, folkhögeskolestudier med mera.